# Ezzo (Dichter)
Ezzo von Bamberg († 15. November, wohl 1100) war in der 2. Hälfte des 11. Jahrhunderts Kanoniker und Lehrer am Domkapitel in Bamberg. Er ist der Dichter des frühmittelhochdeutschen Ezzolieds, eines Hymnus über die christliche Heilsgeschichte.

## Leben und Werk
Die Zeugnisse für sein Leben und Wirken sind spärlich. Das nach ihm benannte Ezzolied nennt in der Fassung der Vorauer Handschrift (2. Hälfte des 12. Jahrhunderts) in der ersten Strophe einen Ezzo aus Bamberg als den Dichter des Textes. Darüber hinaus erwähnt die lateinische Lebensgeschichte (Vita Altmanni episcopi Pataviensis, entstanden um 1130) des Bischofs Altmann von Passau (Bischof von 1065 bis 1091) einen Canonicus Ezzo. Dieser habe auf der Wallfahrt des Bischofs Gunther von Bamberg nach Jerusalem (1064/1065) einen volkssprachlichen „Gesang von den Wundern Christi“ (cantilena de miraculis Christi) verfasst. Im Allgemeinen geht man in der Forschung davon aus, dass sich beide Quellen auf die gleiche Person beziehen. Ein Vermerk im Bamberger Domkalendarium nennt den 15. November als den Sterbetag Ezzos; über weitere Quellen lässt er sich auf das Jahr 1100 datieren.